# Dock Junction
Dock Junction is een plaats (census-designated place) in de Amerikaanse staat Georgia, en valt bestuurlijk gezien onder Glynn County.

## Demografie
Bij de volkstelling in 2000 werd het aantal inwoners vastgesteld op 6951.

## Geografie
Volgens het United States Census Bureau beslaat de plaats een oppervlakte van
27,7 km², waarvan 24,7 km² land en 3,0 km² water.

## Plaatsen in de nabije omgeving
De onderstaande figuur toont nabijgelegen plaatsen in een straal van 36 km rond Dock Junction.